# 백다은
백다은(白多恩, 본명: 강은혜 1988년 3월 28일~)은 대한민국의 배우이다. 2011년 1월 4일에 데뷔해서 2012년까지 달샤벳에서 활동한 이력이 있다.

## 가계
외조부(외할아버지)는 전직 서울특별시 시청 고급 공무원 손석모이며 작은외할아버지는 SK그룹 회장 겸 전국경제인연합회 회장을 역임한 예비역 육군 중위 손길승이고, 아버지는 수학 문제집 저자이기도 한 예비역 육군 중위 출신의 학원 강사 겸 저술가 및 전직 홍익대 겸임교수 강순식이다.

## 생애
2009년 혼성 그룹 에이포스의 멤버로 데뷔하면서 'Wonder Woman'으로 앨범을 냈다가 판매량이 부진되었다는 불명예 흑역사에 앓고 얼마 안 가며 동반해체, 스타제국에서 나인뮤지스의 연습생으로 잔류하였다가 데뷔 직전에 수린과 같이 탈퇴하였다.
2011년 걸그룹 달샤벳으로 데뷔해 리더를 맡았다. 1집 'Supa Dupa Diva' - 2집 '핑크로켓' - 3집 'Bling Bling' - 4집 'Hit U'에 이르기까지 총 4장의 앨범을 내며 활동했다.
4집 'Hit U'를 통해 자신의 첫 솔로곡 'Fire It Up'(이트라이브 작사)을 발표했으며 자신만의 독특한 음색과 랩 실력으로 춤과 더불어 가수로서의 능력도 인정받았다.
2013년 4월~7월에는 JTBC의 기상캐스터로 활동하여 기존의 고정관념을 깨는 진행방식으로 사랑을 받았고, 당 해 6월에는 남성잡지 '맥심'의 표지모델로 선정되는 등 다양한 분야로 진출해 경험을 쌓았다.
이후 2014년 영화 <바리새인>을 통해 배우로서의 본격적인 시작을 알렸고 2016년에는 KBS1 <반짝반짝 작은 별>을 통해 드라마로도 진출해 자신의 연기영역을 확장해 갔다.

## 학력
- 영동초등학교
- 태장중학교
- 영덕고등학교
- 동덕여자대학교 방송연예학과

## 출연작/활동 내역

### TV 방송
- 2009년 Mnet 《제국의 아이들》

### 드라마
- 2016년 KBS1 다문화 특집 드라마 《반짝반짝 작은 별》 - 한주현 역

### 영화
- 2014년 《바리새인》 - 정은지

### 경력
- 2006년 도미노피자 웨스턴 콤비 편 CF 메인 모델
- 2009년 빅토리아라는 예명으로 혼성 그룹 에이포스에서 구성원으로서 데뷔·활동
- 쥬얼리, V.O.S, 서인영, 낯선 등 백업 댄서 및 피처링
- 2013년 4월 ~ 7월 JTBC 기상캐스터

## 수상
- 2014년 제34회 황금촬영상 신인여우상